# Lawrence G. Paull
Lawrence G. Paull (* 13. April 1938 in Chicago, Illinois; † 10. November 2019 in La Jolla, Kalifornien) war ein US-amerikanischer Filmarchitekt.

## Leben
Paull studierte bis 1968 Architektur an der Universität von Arizona und schloss mit einem Bachelor of Arts ab. Im Anschluss daran begann er im Bereich Stadtplanung zu arbeiten. Seit 1970 wirkte er als Szenenbildner beim Film, anfänglich oblag ihm die Ausführung der Entwürfe anderer Filmarchitekten. In späteren Jahren designte er selbständig.
Aus dieser Zeit verdienen vor allem seine düsteren Zukunftswelten in Ridley Scotts Blade Runner Beachtung. Für diese Leistung wurde er für den Oscar nominiert und erhielt darüber hinaus den britischen BAFTA und den London Critics’ Circle Film Award. Seitdem entwarf Paull die Filmarchitektur zu einer Reihe hochprofessioneller Unterhaltungsfilme wie Auf der Jagd nach dem grünen Diamanten, Zurück in die Zukunft und City Slickers. Zur Jahrtausendwende zog sich Paull aus dem aktiven Filmgeschäft zurück.

## Filmografie
- 1970: Little Fauss and Big Halsy (Little Fauss and Big Halsy)
- 1970: Der weite Ritt (The Hired Hand)
- 1971: Star Spangled Girl
- 1971: Chandler
- 1972: Die Spur der schwarzen Bestie (They Only Kill Their Masters)
- 1973: Der letzte Held Amerikas (The Last American Hero)
- 1973: The Nickel Ride
- 1974: Ein Supertyp haut auf die Pauke (W.W. and the Dixie Dancekings)
- 1976: Bingo Long (The Bingo Long Traveling All-Stars & Motor-Kings)
- 1977: Die Superwelle (FM)
- 1977: Wie geht’s aufwärts ? (Which Way is Up?)
- 1978: Blue Collar
- 1979: Cash-Maschine (How to Beat the High Cost of Living)
- 1979: Dreist und gottesfürchtig (In God We Trust)
- 1981: Blade Runner
- 1982: Dr. Detroit (Doctor Detroit)
- 1983: Auf der Jagd nach dem grünen Diamanten (Romancing the Stone)
- 1984: Die Sieger – American Flyers (American Flyers)
- 1984: Zurück in die Zukunft (Back to the Future)
- 1986: Project X – Top Secret (Project X)
- 1987: Was nun ? (Cross My Heart)
- 1987: Daddy’s Cadillac (License to Drive)
- 1988: Cocoon II – Die Rückkehr (Cocoon: The Return)
- 1989: Harlem Nights
- 1989: Blue Heat – Einsame Zeit für Helden (The Last of the Finest)
- 1990: Predator 2
- 1990: City Slickers – Die Großstadt-Helden (City Slickers)
- 1991: Jagd auf einen Unsichtbaren (Memoirs of an Invisible Man)
- 1992: Born Yesterday – Blondinen küßt man nicht (Born Yesterday)
- 1993: Die Abservierer (Another Stakeout)
- 1993: Die nackte Kanone 33⅓ (Naked Gun 33⅓: The Final Insult)
- 1994: (K)ein Vater gesucht (Man of the House)
- 1995: Immer Ärger mit Sergeant Bilko (Sgt. Bilko)
- 1996: Flucht aus L.A. (John Carpenter’s Escape from L.A.)
- 1998: Logan – ein Bulle unter Verdacht (Hard Time, Fernsehfilm)
- 1999: Light It Up
- 2000: Blutiges Erwachen (Murder in the Mirror, Fernsehfilm)